# Sidydrassus tianschanicus
Sidydrassus tianschanicus är en spindelart som först beskrevs av Hu och Wu 1989.  Sidydrassus tianschanicus ingår i släktet Sidydrassus och familjen plattbuksspindlar. Inga underarter finns listade i Catalogue of Life.